# Белый (приток Тисы)
Бе́лый (укр. Білий) — река, расположенная в Украинских Карпатах, в Раховском районе Закарпатской области Украины. Является левым притоком реки Тиса.

## Описание
Длина реки 12 км. Является горной рекой, с быстрым течением и каменистым дном. Долина узкая. Имеются водопады.

## География
Исток реки находится восточнее села Деловое, на склонах горы Поп-Иван Мармарошский. Затем река течёт преимущественно на запад, в приустьевой части на северо-запад и впадает в Тису в пределах села Деловое.
На реке есть два водопада — Белый и Белый Нижний. На правом притоке Белого, ручье Ялын, расположен самый высокий однокаскадный водопад Украинских Карпат — Ялынский водопад.

## Притоки
- Левые: ручьи Явирниковый (укр. Явірниковий), Большой Россош (укр. Великий Россош).
- Правые: ручьи Скоридный (укр. Скоридний), Ялын (укр. Ялин).

## Галерея

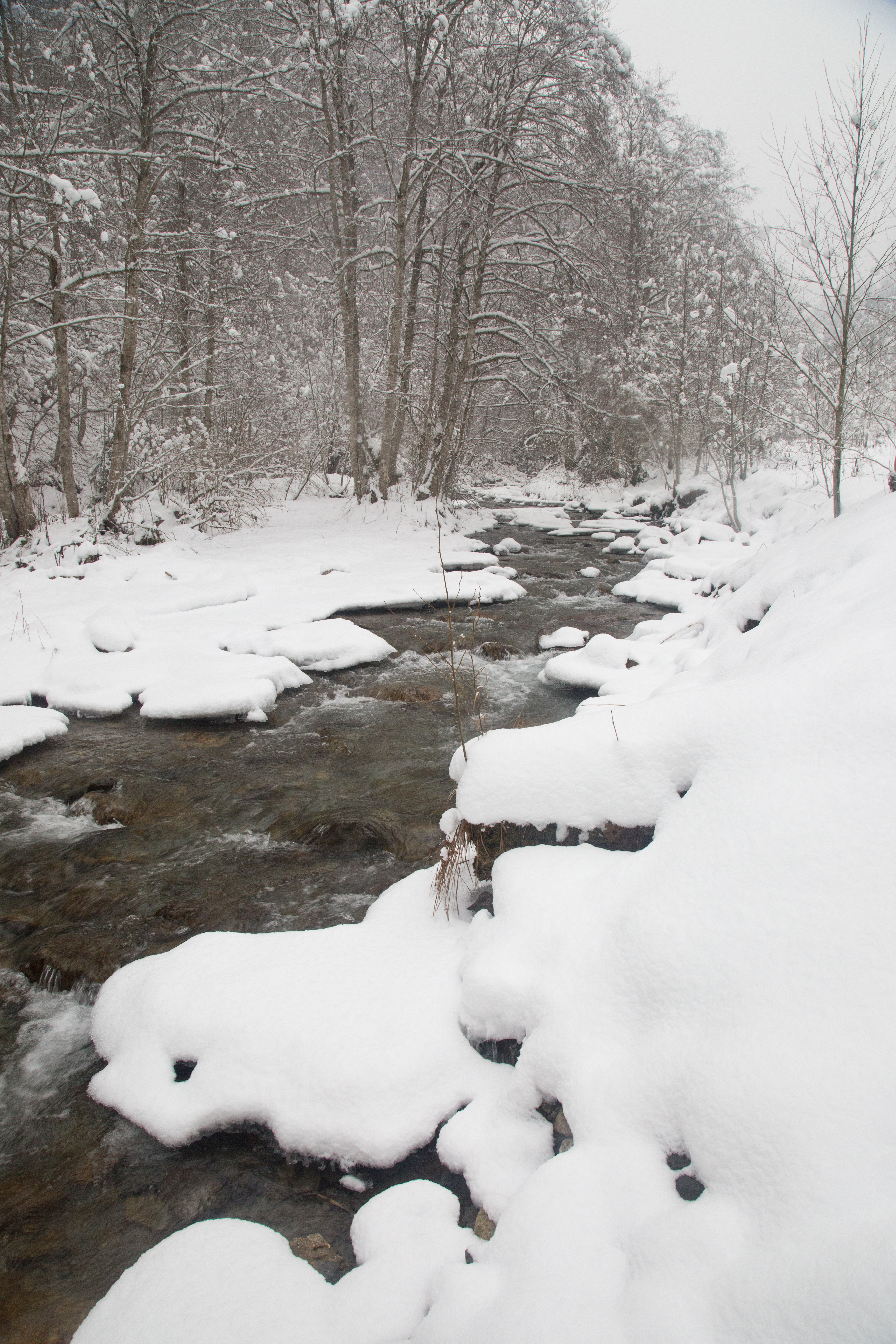
Белый зимой
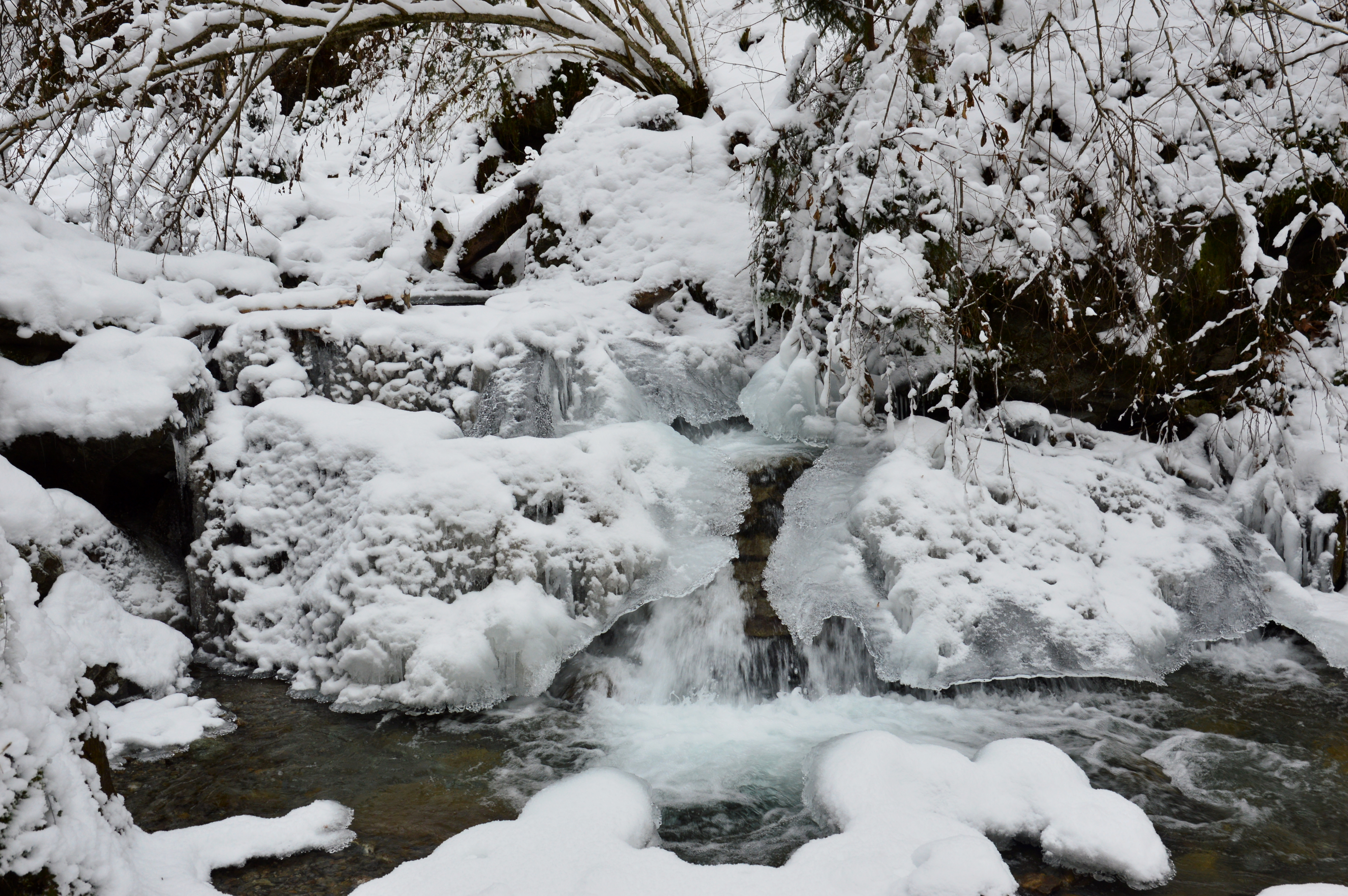
Белый зимой
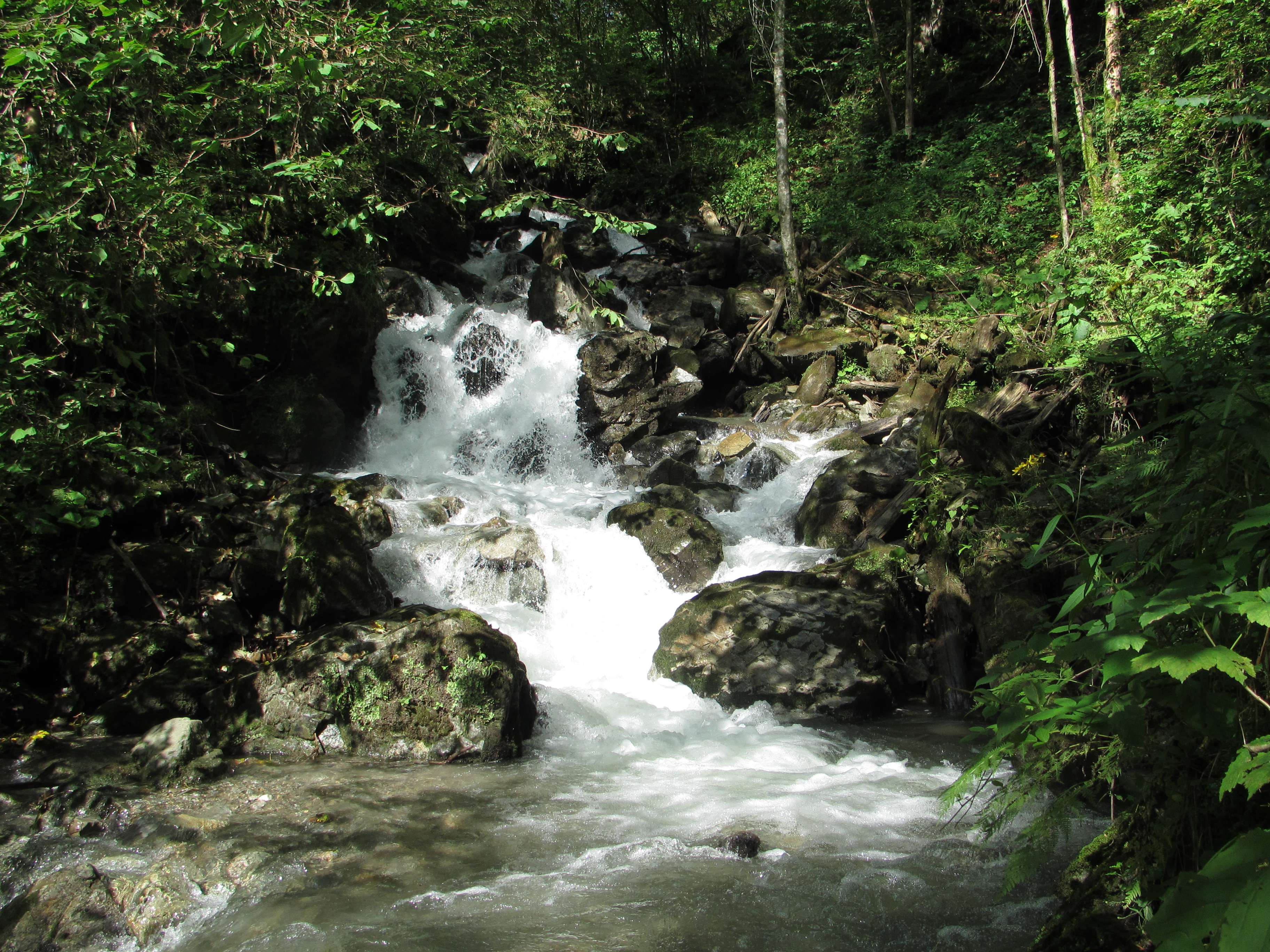
Водопад Белый Нижний